# Mike and the Mechanics
Mike + The Mechanics són una banda anglesa de música rock/pop formada l'any 1985 com a projecte paral·lel de Mike Rutherford, un dels membres fundadors de Genesis. La banda és coneguda pels singles "Silent Running (On Dangerous Ground)", "All I Need Is a Miracle", "Word of Mouth", "Over My Shoulder", o "The Living Years".
Inicialment, la banda estava formada per Rutherford, els cantants Paul Carrack i Paul Young, el teclista Adrian Lee i el bateria Peter Van Hooke. Carrack s'encarregava generalment de les balades i dels temes més pop, mentre que Young ho feia amb els temes més durs. Després d'una dècada d'èxits, Lee i Van Hooke deixen la banda el 1995, i no van ser reemplaçats.
Després de la mort de Young l'any 2000, Carrack esdevé l'únic cantant fins al 2004, quan la banda (essencialment un duet, en aquest punt) s'agafa un descans.
El grup reviu el 2010 amb músics nous treballant amb Rutherford, i inclouen nous cantants: Andrew Roachford i Tim Howar.

## Discografia
- Mike + The Mechanics (1985)
- Living Years (1988)
- Word of Mouth (1991)
- Beggar on a Beach of Gold (1995)
- Hits (1996)
- M6 (1999)
- Rewired (2004)
- The Road (2011)
- Let Me Fly (2017)

## Membres
| Membres actuals - Mike Rutherford – guitarra, baix, cors (1985-2004, 2010–present) - Tim Howar – cantant (2010–present) - Andrew Roachford – cantant, teclats (2010–present) - Anthony Drennan – guitarra baix (2010–present) - Luke Juby – teclats, cors, baix, saxo, whistle (2010–present) - Gary Wallis – bateria (2010–present; de gira: 1995-2004) Membres antics - Paul Carrack – cantant, teclats (1985-2004) - Paul Young – cantant, percussió (1985–2000; fins a la seva mort) - Peter Van Hooke – bateria (1985–1995; girant: 2004) - Adrian Lee – teclats (1985–1995) | Músics a les gires - Ashley Mulford - guitarra, baix (1986) - Tim Renwick - guitarra, baix, cors (1988-1996) - Jamie Moses - guitarra, baix, cors (1999-2004) - Rupert Cobb - teclats (2004) - Owen Paul McGee - cors (2004) - Abbie Osmon - cors (2004) - Ben Stone – bateria (2012) |

Timeline